# میزگرد

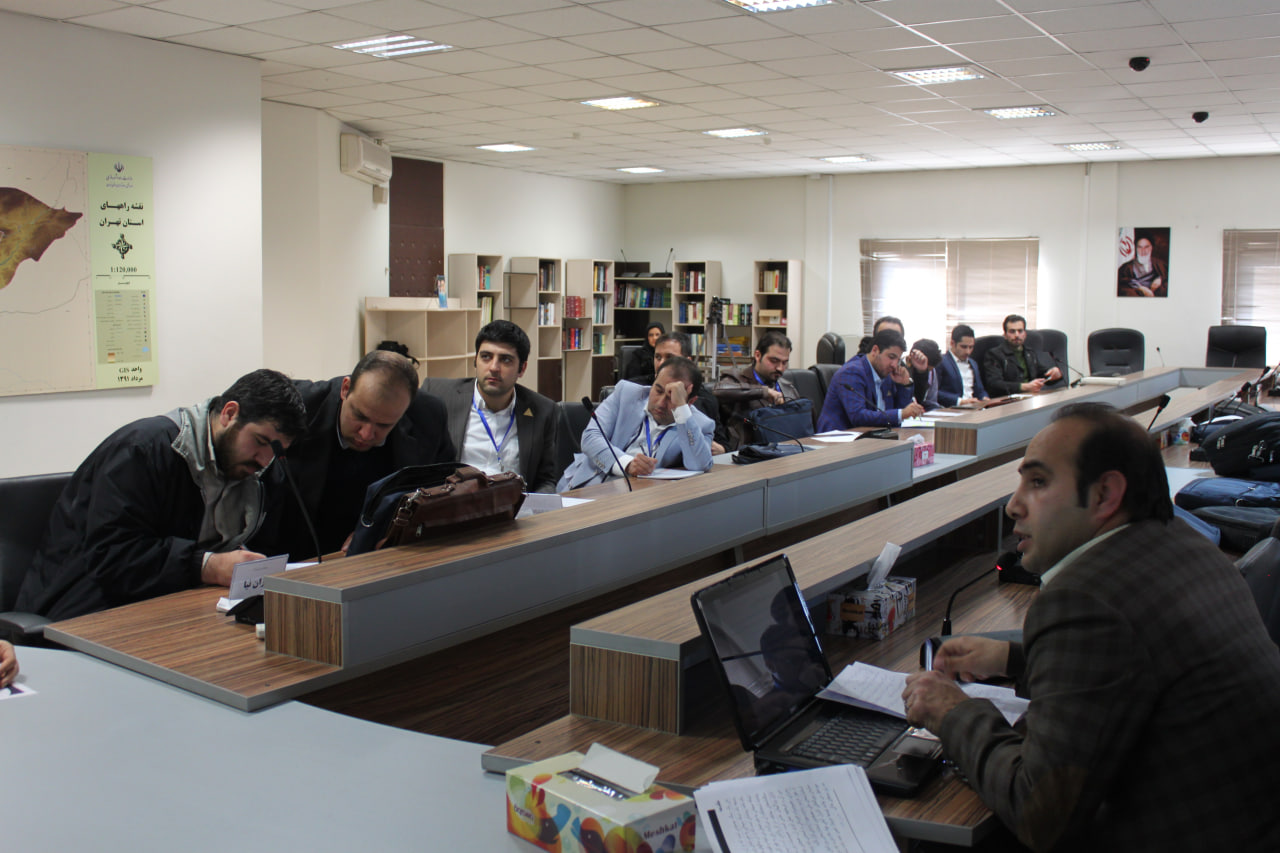
میزگرد تخصصی مدیریت ساخت و پروژه در دومین کنفرانس ملی مدیریت ساخت و پروژه اداره راه استان تهران

میزگرد تخصصی یا پانل بحث یا به صورت ساده میزگرد رویدادی است که در آن افرادی متخصص پیرامون یک موضوع علمی، اقتصادی یا اجتماعی در برابر بیننده‌ها و شنونده‌ها مباحثه می‌کنند. میزگرد تخصصی به صورت سنتی در یک سالن همایش و بر روی سن در برابر ناظرین برگزار می‌شود اما همچنین می‌تواند در یک برنامه تلویزیونی یا در فضای مجازی اجرا شود.

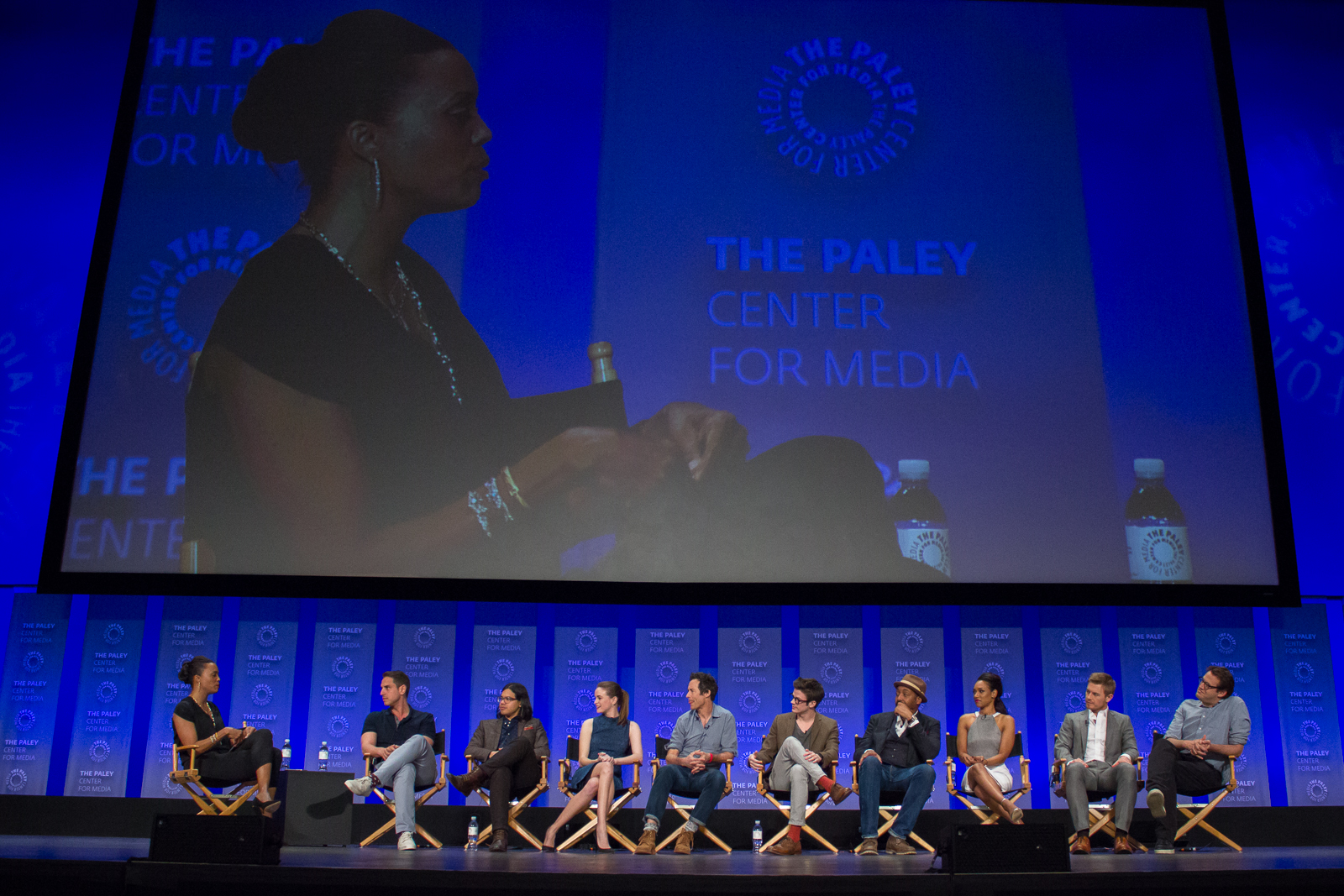
دست‌اندرکاران فیلم فلش در میزگرد پالی فِست